# Ducatul Apuliei
Ducatul Apuliei a fost un comitat (1042 - 1059), mai tîrziu ducat (1059 - 1193) situat în sudul Italiei. Fondatorul ducatului se crede a fi fiul lui Tancred de Hauteville - William Braț de Fier, ales de normanzi în septembrie 1042, drept duce în regiunile cucerite în sudul Italiei, de la Imperiul Bizantin.

## Istorie
Primul duce al Apuliei este în mod tradițional considerat a fi fiul cel mai mare al lui Tancred de Hauteville - Guillaume "Braț de Fier", ales duce în septembrie 1042, la reuniunea normanzilor de la Melfi. În scopul de a legitima titlul de duce, William a apelat la principele de Salerno Guaimar al IV-lea cu cererea de a-i susține autoritatea supremă în zonele eliberate de sub bizantini. La sfârșitul anului 1042, Guaimar al IV-lea a sosit la Melfi, și cu acordul normanzilor a luat titlul de Duce al Apuliei și Calabriei. În același timp, Guillaume obținea și titlul de conte de Melfi cu dreptul de a purta titlu de baron, în ținuturile care urmau a fi cucerite de la Bizanț.
După moartea lui Guillaume în 1046, tronul a trecut pe seama fratelui său, Drogo, care în 1047 s-a declarat vasal al împăratului Henric al III-lea, care, la rândul său, l-a recunoscut pe Drogo drept conte de Apulia și Calabria, expulzînd supușii sǎi din Salerno. Titlul oficial al lui Drogo era de "Duce și Magistru al Italiei, Contele tuturor normanzilor din Apulia și Calabria" (în latină Dux et Magister Italiae comesque Normannorum totius Apuliae et Calabriae).
Robert Guiscard, care a preluat titlul de duce, a fost capabil să unească în mâinile sale toatǎ Italia de Sud, cǎtre 1071 capturând toate posesiunile bizantine, iar 1077 cucerind și Salerno, care a devenit capitala ducatului. În 1059, Guiscard s-a declarat vasal al Papei Nicolae al II-lea, iar acesta din urmă i-a dǎruit lui Robert titlu de "duce de Puglia, Calabria și Sicilia".
După moartea în 1127 a nepotului lui Robert, Guillaume al II-lea, tronul ducatului a fost moștenit de Roger al II-lea al Siciliei, o rudǎ a lui Robert Guiscard. În 1128, drepturile de duce au fost recunoscute de către Papa Honoriu al II-lea. În 1130 Roger a primit titlul regal și ducatul a devenit parte din Regatul Siciliei.
În 1134, Roger al II-lea a conferit titlul de "Duce de Apulia și Calabria" fiului său mai mare, Roger al III-lea. De atunci, titlul de Duce de Apulia și Calabria a fost mereu purtat de regii Siciliei. Ultimul care a purtat titlul a fost fiul cel mare al regelui Tancred al Siciliei, Roger al V-lea de Apulia, decedat în 1193.